# Pokopališče Novodeviči, Moskva
Pokopališče Novodevičje (rusko Новоде́вичье кла́дбище) je najbolj znano pokopališče v Moskvi, ki se nahaja zraven kraja svetovne dediščine samostana Novodevičje, ki je tretja najbolj obiskana turistična znamenitost v mestu.

## Zgodovina
Pokopališče je nastalo leta 1898, potem ko je notranje samostansko pokopališče pričelo postajati premajhno. Eden prvih znamenitih ljudi, ki so bili pokopani na novem pokopališču, je bil Anton Čehov; njegova pozlačena grobnica je delo Fjodorja Šehtela. 
Danes je na pokopališču pokopanih več kot 27.000 ljudi, med katerimi so tudi znani ruski pisatelji, glasbeniki, dramatiki, pesniki, igralci, politiki, znanstveniki, vojaki ...
Pokopališče je zasnovano v obliki parka, pri čemer se v njem nahajajo številne manjše kapele in večji spomeniki. Trenutno se deli na tri dele: staro pokopališče (deli 1-4), novo (5-8) in najnovejše pokopališče (9-11).

## Pokopi
V času Sovjetske zveze je bilo to pokopališče drugo najprestižnejše (za Nekropolo Kremeljskega zidu). Po razpadu Sovjetske zveze je pokopališče Novodeviči zavzelo prvo mesto, saj od leta 1985 dalje niso v Kremlju pokopali nikogar. Danes tako pokopavajo tu le najbolj pomembne in znane ljudi.

## Kiparji
Na pokopališču so med drugim nahajajo dela naslednjih kiparjev:
- Nikolaj Andrejev (1873–1932)
- Mikail Anikušin (1917–1997)
- Lev Kerbel (1917–2003)
- Sergej Konenkov (1874–1971)
- Vera Muhina (1889–1953)
- Ernst Neizvestnij (1925–2016)
- Ivan Shadr (1887–1941)
- Nikolaj Tomski (1900–1984)
- Jevgenij Vučetič (1908–1974)